# Phonorhynchoides
Phonorhynchoides är ett släkte av plattmaskar. Phonorhynchoides ingår i familjen Polycystididae.
Kladogram enligt Catalogue of Life:
| Phonorhynchoides | \| \| Phonorhynchoides carinostylis \| \| \| \| \| \| Phonorhynchoides flagellatus \| \| \| \| \| \| Phonorhynchoides haegheni \| \| \| \| |
|                  | \| \| Phonorhynchoides carinostylis \| \| \| \| \| \| Phonorhynchoides flagellatus \| \| \| \| \| \| Phonorhynchoides haegheni \| \| \| \| |
|                  | Phonorhynchoides carinostylis |
|                  | |
|                  | Phonorhynchoides flagellatus |
|                  | |
|                  | Phonorhynchoides haegheni |
|                  | |